# لکر (لریک)
لکر (به لاتین: Ləkər) یک منطقه مسکونی در جمهوری آذربایجان است که در شهرستان لریک واقع شده است. لکر ۲۰۶ نفر جمعیت دارد.

## ریشه واژه
این روستا در نتیجه مهاجرت خانواده‌هایی از روستای شیله‌ور به این مکان ساخته شده است. برخی آن را از واژه‌های لکر، لاکار یا لاگار در زبان تالشی به‌معنی فرورفتگی در دامنه کوه و برخی لوکر به‌معنی دره می‌دانند. رودخانه‌ای با نام همین روستا در این ناحیه در جریان است.